# Прудне (Озерський міський округ)
Прудне (рос. Прудное) — селище Озерського міського округу, Калінінградської області Росії. Входить до складу Гавриловського сільського поселення.
Населення —  25 осіб (2015 рік). 

## Населення
| 2002 | 2010 |
| ---- | ---- |
| 30   | ↘25  |